# ゼッド (音楽家)
ゼッド（Zedd、1989年9月2日 - ）は、ロシア生まれのドイツ・カイザースラウテルン育ちの音楽プロデューサー、トラックメイカー、作曲家、編曲家、ソングライターの音楽アーティスト兼DJ。本名はアントン・ザスラフスキ（ロシア語: Антон Заславский）。彼の演奏する音楽はエレクトロ・ハウスにジャンル分けされるが、プログレッシブ・ハウス、ダブステップ、クラシック音楽などを楽曲に取り入れている。
ゼッドが米国で知られるようになったきっかけとして、第56回グラミー賞で最優秀ダンスレコーディング賞を受賞した「Clarity」や、アリアナ・グランデのヒット曲「Break Free」にフィーチャーされたことが挙げられる。『グラミー賞』1回受賞(5回ノミネート)。

## 生い立ち・人物
1989年9月2日にソビエト連邦（現在のロシア）サラトフで生まれる。本人曰く、家族はユダヤ系である。生まれて間もなくドイツのカイザースラウテルンへと家族とともに移った。
両親がともに音楽家だったため、4歳の時からピアノを習い、6歳で初めてレコーディング、12歳の時にドラムを始めた。兄と弟がいる。

## キャリア

### 2004年-2011年 キャリア初期

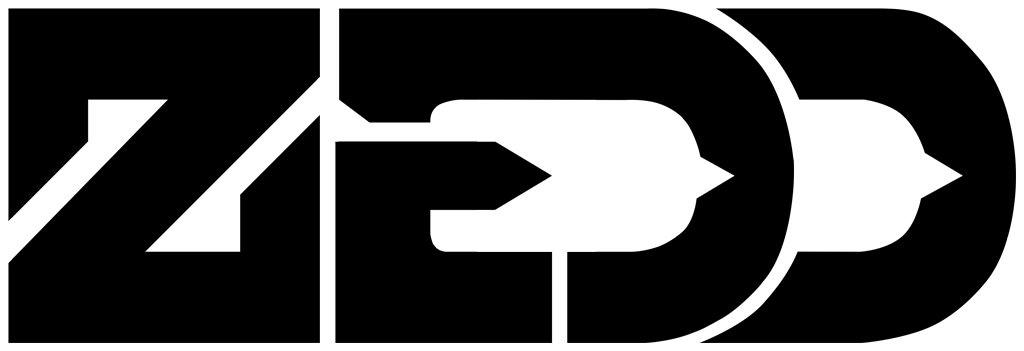
Zeddのロゴ

2002年、はじめドイツのロックバンド「Dioramic」で音楽活動をする。のちに、フランスのエレクトロニックミュージックデュオのジャスティスのアルバム『†』（クロス）を聞き、大いに感銘を受け、2009年からエレクトロニック・ミュージックの世界を志し本格的な電子音楽の制作を開始した。
その後はZeddの名のもとに、リミックス楽曲や幾つかのオリジナル楽曲の制作を始め、2010年にBeatportのリミックスコンテストで優勝、そして彼の最初のオリジナル "The Anthem" がエレクトロハウスのランキングで20位に選ばれた。また、彼がリミックスしたスクリレックスの楽曲「Scary Monsters and Nice Sprites」は、最高2位にチャートインした。
今までに、レディ・ガガ、ジャスティン・ビーバー、ブラック・アイド・ピーズ、安室奈美恵、B.o.B、スクリレックス、アリアナ・グランデらと楽曲をプロデュースまたはリミックスを手掛けた。彼がリミックスしたレディ・ガガの「ボーン・ディス・ウェイ (曲)」は、レディ・ガガの三枚目のアルバムである『ボーン・ディス・ウェイ』のスペシャル・エディションに収録された。
彼はリミックスまたは楽曲制作の際にはCubaseを使用している。主に、Sylenth1、Nexus、SynthMaster 2.6などのプラグインを使用している。
2011年9月にシングル「Shave It Up」発売。

### 2012年 - 2014年: 『クラリティ』
2012年にインタースコープ・レコードと契約。2012年6月4日、ボーカルにマシュー・コーマを迎えシングル「Spectrum」をリリース。同作は「Billboard's Hot Dance Club Songs」にて1位にチャートイン。その後も、エヴァ・シモンズの楽曲「I Don't Like You」をプロデュースし、更にジャスティン・ビーバーの楽曲「Beauty And a Beat」をマックス・マーティンと共に制作した。
2012年10月2日にデビュー・アルバム『クラリティ』をリリース。同年にリリースされ、英国のシンガー・ソングライターフォクシーズをフィーチャーしたリードシングル「Clarity」は、翌年、全米シングルチャートで第8位を記録するヒットとなる、アメリカでプラチナディスクを獲得した。同楽曲で第56回グラミー賞最優秀ダンス・レコーティングを授与された。同曲はゼッドの今日までで一番のヒットとなり、様々な国のチャートにランクインした。同年8月から12月の期間、5大陸を巡るクラリティ・ワールドツアーを開催、彼の初めてのライブ・ツアーとなった。
安室奈美恵と共に仕事をしたこともあり、彼女のアルバム『FEEL』のためのプロモーション・シングル「Heaven」をプロデュースした。日本国内ではゼッド自身の功績はメディアで取り上げられなかったものの、ゼッドは後に安室奈美恵の新アルバム『_genic』でも共同作業をすることとなった。
2013年ゼッドはレディ・ガガの新アルバム『アートポップ』から、アルバム曲を3曲プロデュースし、同年9月に、アメリカのロックバンド、パラモアのリードシンガーとして知られるヘイリー・ウィリアムスをフィーチャーした「Stay the Night」を発表。アメリカでプラチナディスクに認定される。
2014年には、アメリカのミュージシャン、マシュー・コーマとスウェーデンのシンガーソングライター、ミリアム・ブライアントをフィーチャーした「Find You」を発表する。
2014年8月には、アメリカの女性シンガー、アリアナ・グランデの曲「Break Free」をプロデュース。

### 2015年 - 2016年: 『トゥルー・カラーズ』
前作から6ヵ月の休暇をとった後、ゼッドは2作目のスタジオ・アルバム『トゥルー・カラーズ』の制作終了とリリースを発表した。2015年3月には、女優・シンガーとして活躍するセレーナ・ゴメスをフィーチャーした「I Want You To Know」を発表。全米シングルチャートの17位に送り込んでいる。同曲は、ワンリパブリックのライアン・テダーと、KDrewと共に書かれた。
またこの曲は、ティーン・チョイス・アワードで「チョイス・パーティ・ソング」にノミネートされた。
アルバムのリリース5日後に、米国の歌手ジョン・ベリオンをフィーチャーしたシングル「Beautiful Now」をリリース。同曲はビルボードのダンスチャートで1位を記録し、様々な国のチャートにもランクインしている。2015年7月17日、オーストラリア人歌手トロアイ・シヴァンをフィーチャーしたアルバム3枚目のシングル「Papercut」をリリース。
同年8月から11月、自身2度目となるワールド・ツアー「True Colors」を開催。

### 2017年 - 現在
2017年2月には、映画『モアナと伝説の海』の主題歌で知られるアレッシア・カーラをフィーチャーした「Stay」を発表。同曲は6バージョンのリミックスが存在しており、そのうち中田ヤスタカによるリミックスがテレビ東京のスポーツ番組『SUPER GT+』のエンディングテーマに使用されている。
2018年、ボーカルにMaren Morrisを迎えた「The Middle」を発表。全米シングルチャートで5位、2018年の年末チャートで8位になるなど、自身最大のヒットとなった。第61回グラミー賞では、自身初となる主要2部門（最優秀レコード賞・最優秀楽曲賞）にノミネートされた。
2019年10月11日、アニメ「サウスパーク」（中国当局を皮肉ったエピソード『中国の大市場』を放送し、直後に中国での放送・配信が禁止されている）のツイートに「いいね」をしたため、永久に中国への入国が不可能となったと公表した。
2022年には、友人のマーティン・ギャリックスやDisclosureなどの有名DJ/プロデューサーとコラボした。
2024年、テレビアニメ「ドラゴンボールDAIMA」のオープニング主題歌「ジャカ☆ジャ～ン」（作詞：森雪之丞、歌唱：C&K）、エンディング主題歌「NAKAMA」（作詞・歌唱：AI）の作曲・音楽プロデュースを担当。アニメーション作品の主題歌を担当するのは初となる。

## ディスコグラフィ

### スタジオ・アルバム
- 『クラリティ』 - Clarity (2012年)
- 『トゥルー・カラーズ』 - True Colors (2015年)
- 『テロス』-Telos (2024年)

### コンピレーション・アルバム
- 『ステイ＋』 - Stay + (2017年) ※日本限定アルバム

### EP
- The Anthem (2011年) ※リミックス
- Autonomy (2011年)
- Shave It - The Aftershave (2011年)
- Stars Come Out (2012年) ※リミックス
- Spectrum (2012年)
- Clarity (2013年) ※リミックス

### 主なシングル
- "The Legend of Zelda" (2011年)
- "Dovregubben" (2011年)
- "Shave It" (2011年)
- "Slam the Door" (2012年)
- "Shotgun" (2012年)
- "Spectrum"（フィーチャリング. マシュー・コーマ） (2012年)
- "Clarity"（フィーチャリング. フォクシーズ（英語版）） (2012年) - 全米第8位
- "Stay the Night"（フィーチャリング. ヘイリー・ウィリアムス（パラモア） (2013年) - 全米第19位
- "Find You"（フィーチャリング. マシュー・コーマ&ミリアム・ブライアント（英語版）） (2014年)
- "I Want You To Know"（フィーチャリング. セレーナ・ゴメス） (2015年)
- "Beautiful Now (featuring Jon Bellion) (2015年)
- "Papercut"(featuring Troye Sivan) (2015年)
- "Candyman"(with Aloe Blacc) (2016年)
- "True Colors"(with ケシャ) (2016年)
- "Stay"(with Alessia Cara)" (2017年)
- "Get Low"(with リアム・ペイン) (2017年)
- "The Middle"(with Maren Morris and Grey) (2018年)
- "Happy Now"(with Elley Duhé (2018年)
- "Lost in Japan"(remix with ショーン・メンデス) (2018年)
- "365"(with ケイティ・ペリー) (2019年)
- "Good Thing"(with Kehlani) (2019年)
- "Funny"(with Jasmine Thompson) (2020年)
- "Inside Out"(with Griff) (2020年)
- "You've Got to Let Go If You Want to Be Free"(with Disclosure) (2022年)
- "Follow"(with Martin Garrix) (2022年)
- "Make You Say"(with Maren Morris and Beauz) (2022年)

### プロデュース・提供作品
- Eva Simons "I Don't Like You" (2012年)
- ジャスティン・ビーバー featuring ニッキー・ミナージュ "Beauty and a Beat" (2012年)
- 安室奈美恵 "Heaven" (2013年)
- レディー・ガガ "G.U.Y." (2013年)
- レディー・ガガ "Aura" (2013年)
- レディー・ガガ "Donatella" (2013年)
- アリアナ・グランデ "Break Free"(featuring Zedd) (2014年)
- リンジー・スターリング "Love's Just a Feeling" (2016年)
- ヘイリー・スタインフェルド & グレイ "Starving"(featuring Zedd) (2016年)
- サーティー・セカンズ・トゥ・マーズ "Dangerous Night" (2018年)
- ケイティ・ペリー "Never Really Over" (2019年)

### ミュージック・ビデオ
- "Shave It" (2011年)
- "Slam The Door" (2012年)
- "Spectrum" (2012年)
- "Stache" (2012年)
- "Clarity" (2013年)
- "Stay The Night" (2013年)
- "I Want You To Know" (2015年)
- "Beautiful Now" (2015年)
- "Stay" (2017年)
- "Get Low" (2017年)
- "The Middle" (2018年)
- "Happy Now" (2018年)
- "365" (2019年)
- "Good Thing" (2019年)